# Lonauerhammerhütte

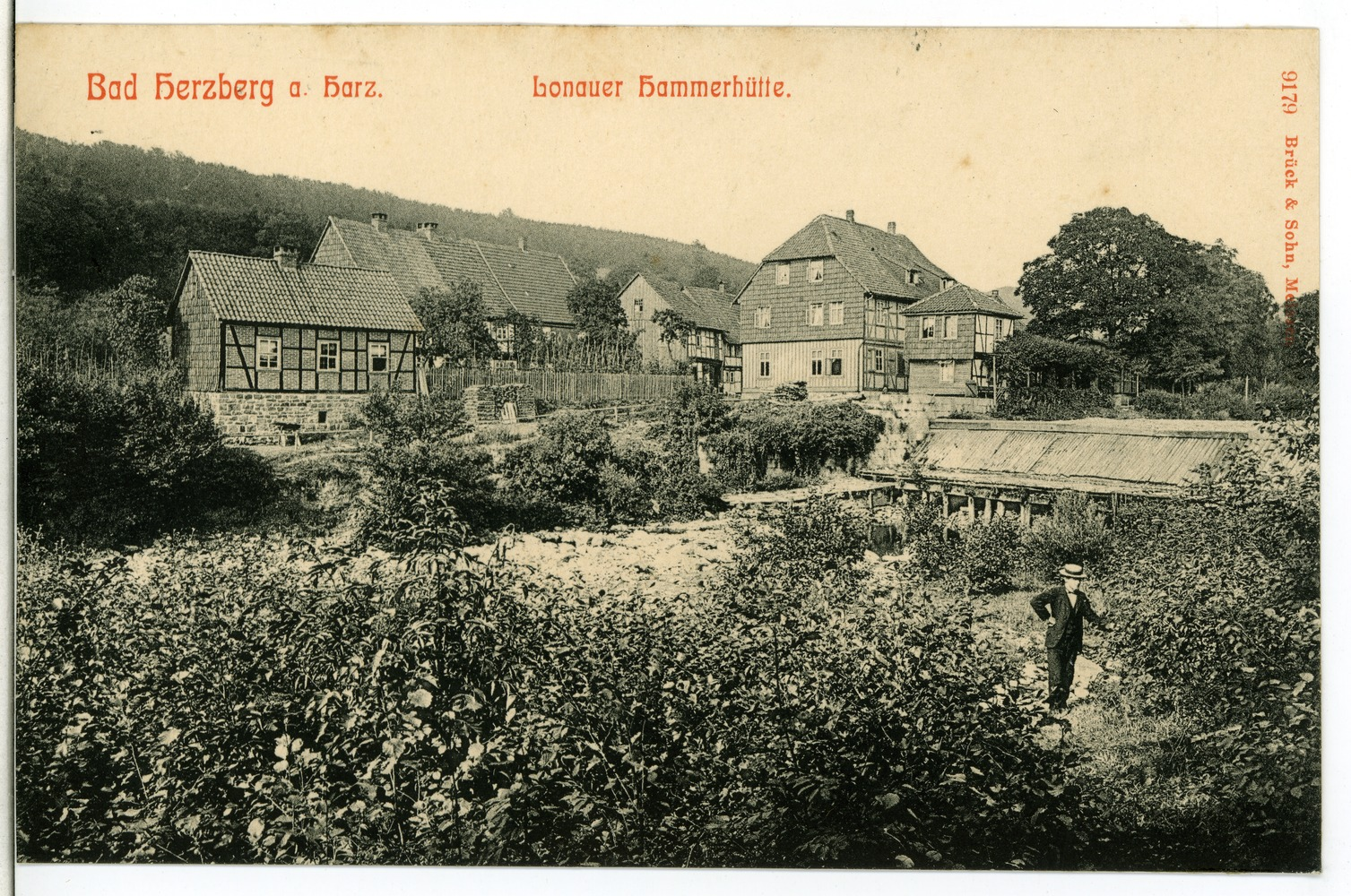
Lonauer Hammerhütte (1907)

Lonauerhammerhütte, im Volksmund damals nur Hütte genannt, ist eine ehemalige Gemeinde, die am nördlichen Stadtrand von Herzberg am Harz im Landkreis Göttingen in Niedersachsen (Deutschland), am Südrand des Harzes gelegen hat.

## Geografie
Die Lonauerhammerhütte befand sich auf dem heutigen Betriebsgelände der Herzberger Papierfabrik, wo die Wasserkraft der Sieber genutzt wurde.

## Geschichte
Die Ursprünge der Lonauerhammerhütte werden um 1500 vermutet und stehen in Zusammenhang mit der Lonauer Eisenhütte.
Während in Lonau zwar genügend Wald zur Herstellung von Holzkohle für den Hochofen vorhanden war, führte der Fluss Lonau nicht genügend Wasser um den schweren Eisenhammer anzutreiben. Daher wurde die Lonauerhammerhütte einige Kilometer weiter südlich an der Sieber angelegt, die an dieser Stelle mehr Wasser führt. Die Wasserkraft der Lonau reichte nur für den Antrieb des Blasebalgs für den Hochofen aus. Zeitweise wurde in Lonau auch ein Pochwerk betrieben.
Im 20. Jahrhundert wurden die Häuser der Ortschaft Lonauerhammerhütte nach und nach von der Herzberger Papierfabrik aufgekauft und abgerissen, um Platz für die Erweiterung der Fabrik zu gewinnen. Am 1. Oktober 1937 wurde die Gemeinde, die zuvor zum Landkreis Zellerfeld gehörte, vom Landkreis Osterode am Harz bzw. von der Stadt  Herzberg am Harz übernommen. Danach geriet der Name Lonauerhammerhütte mehr und mehr in Vergessenheit, da alle Wohnhäuser abgerissen waren und es sich nicht mehr um eine eigenständige Kommune handelte.